# Janet Jonesová
Janet Marie Jonesová, provdaná Gretzky (* 10. ledna 1961 Bridgeton, Missouri) je americká herečka, modelka a tanečnice. V šestnácti letech vyhrála soutěž Miss Dance of America, od roku 1979 vystupovala v televizní show Dance Fever, účinkovala také v televizních reklamách. V březnu 1987 se objevila na obálce časopisu Playboy. Hlavní ženskou roli měla ve filmu Flamingo Kid, hrála také v jednom dílu televizního seriálu Komando.
Byla zasnoubená s tenistou Vitasem Gerulaitisem. V roce 1988 se v Edmontonu provdala za hokejistu Wayna Gretzkyho. Mají pět dětí, nejstarší dcera Paulina Gretzky je úspěšnou modelkou.

## Filmografie
- 1974: Gollocks! There’s Plenty of Room in New Zealand
- 1980: Snow White Live
- 1982: Annie
- 1982: Pán šelem
- 1982: Pomáda 2
- 1983: Staying Alive
- 1984: Flamingo Kid
- 1985: Chorus Line
- 1986: American Anthem
- 1988: Policejní akademie 5: Nasazení v Miami Beach
- 1992: Velké vítězství
- 1995: Tough and Deadly
- 2006: Alpha Dog
- 2006: Two Tickets to Paradise
- 2014: The Sound and the Fury